# George Harrison
George Harrison (ur. 25 lutego 1943 w Liverpoolu, zm. 29 listopada 2001 w Los Angeles w Kalifornii) – angielski muzyk i kompozytor muzyki rockowej.
Członek zespołu muzycznego The Beatles. Po rozwiązaniu zespołu kontynuował karierę muzyczną zarówno jako solista, jak i współzałożyciel Traveling Wilburys. Od końca lat 70. do początku lat 90. działał jako producent filmowy – założona przez niego i jego ówczesnego menadżera, Denisa O’Briana, firma HandMade Films wyprodukowała takie filmy, jak: Żywot Briana Monty Pythona, Bandyci czasu (1981) i Brazil (1985) Terry’ego Gilliama oraz Niespodziankę z Szanghaju z Seanem Pennem i Madonną. W 1999 Harrison został zaatakowany w swoim domu przez niezrównoważonego Michaela Abrama i raniony kilkakrotnie w płuco nożem.
Jego bliskimi przyjaciółmi byli m.in. Eric Clapton, Jon Lord, Joe Brown, Paul McCartney, John Lennon, Ringo Starr, Ravi Shankar, Bob Dylan i Gary Moore.
Był dwukrotnie żonaty, najpierw z Pattie Boyd, później z Olivią Trinidad Arias, z którą miał swego jedynego syna, Dhaniego. Był wegetarianinem i od 1969 do śmierci wyznawcą Hare Kryszna.

## Młodość i The Beatles

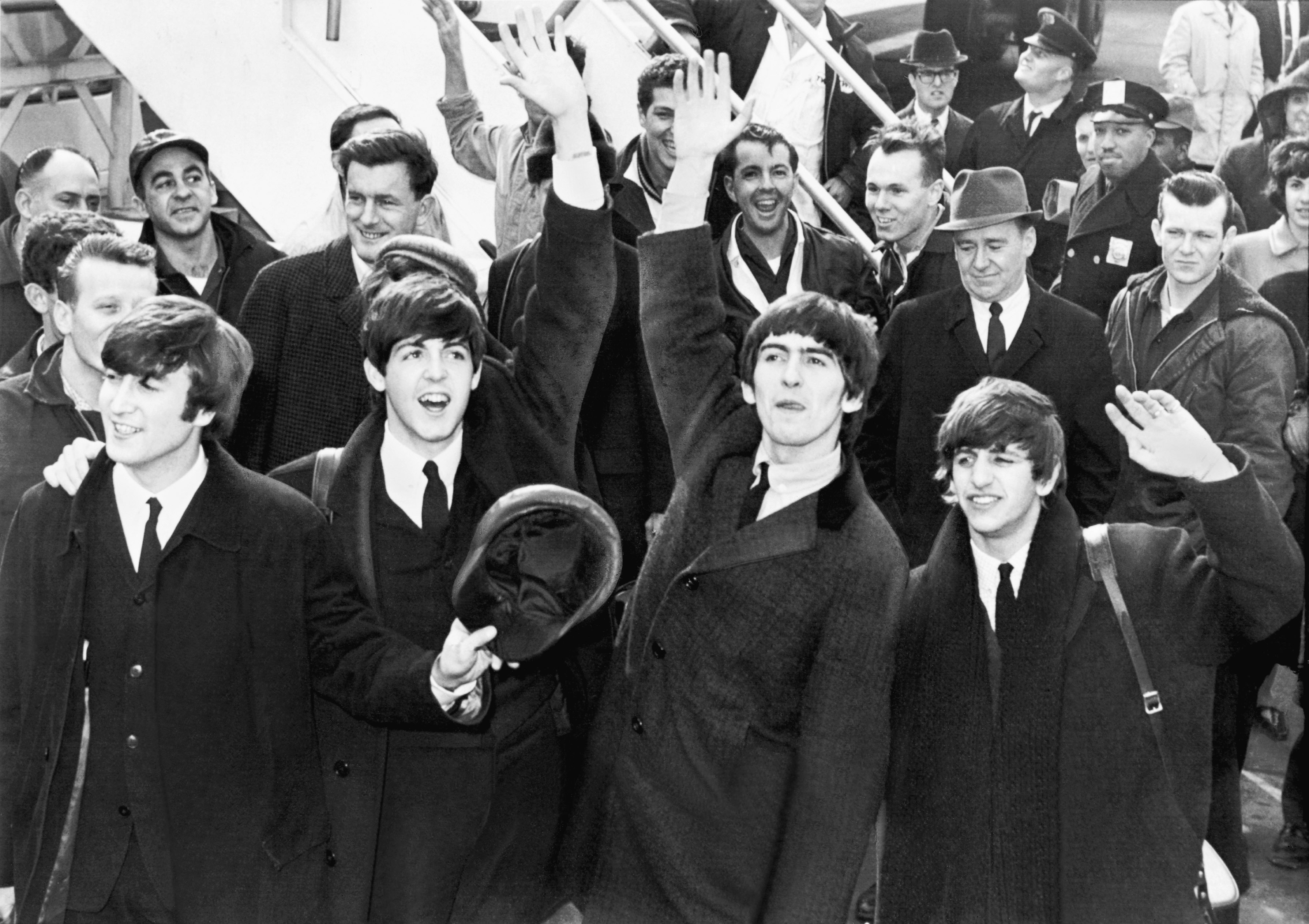
George Harrison (trzeci od lewej) z resztą zespołu

Był najmłodszym synem Louise (1911–1970) i Harolda Harrisonów (1909–1978). Miał troje starszego rodzeństwa: siostrę Louise (1931–2023) i dwóch braci Harolda (ur. 1934) i Petera (1940–2007). Uczęszczał do Liverpool Institute High School for Boys, jednak szkoły nie ukończył. Już w młodym wieku sam nauczył się dobrze grać na gitarze. W wieku 13 lat wraz z bratem Peterem i szkolnym kolegą założył trio rockandrollowe o nazwie The Rebels. W tym okresie porzucił szkołę na rzecz kariery muzycznej. Za namową kolegi szkolnego Paula McCartneya w 1958 dołączył jako gitarzysta do zespołu The Quarrymen, przekształconego wkrótce w The Beatles. Występował także z zespołem Lesa Stewarta. Współpracował także z innymi muzykami, m.in. z Erikiem Claptonem, Bobem Dylanem oraz Ravi Shankarem. Wyrażał szczególnie duże zainteresowanie muzyką, filozofią i religią hinduską; jego zasługą była ich popularyzacja w latach 60. na Zachodzie, co wywarło duży wpływ na ruch hippisów. W zespole The Beatles był najlepszym instrumentalistą, grał przede wszystkim na gitarze prowadzącej, wprowadził też do muzyki popularnej hinduski sitar (piosenka „Norwegian Wood [This Bird Has Flown]”). Autorsko pozostawał jednak w cieniu kierującego zespołem duetu Lennon/McCartney, toteż niewiele kompozycji Harrisona weszło do repertuaru zespołu (w sumie 22 własne kompozycje na ponad 200 utworów zespołu), były to m.in. „Don't Bother Me”, sarkastyczna „Taxman” (niekiedy uznawana za pierwszą piosenkę antyrządową), orientalna „Within You Without You”, antymieszczański manifest w „Piggies”, „While My Guitar Gently Weeps”, „Here Comes the Sun” czy najsłynniejszy przebój Harrisona – „Something”, będący drugim (po „Yesterday”) najczęściej nagrywanym przez innych wykonawców (m.in. Joe Cocker, Frank Sinatra, Shirley Bassey) utworem Beatlesów.

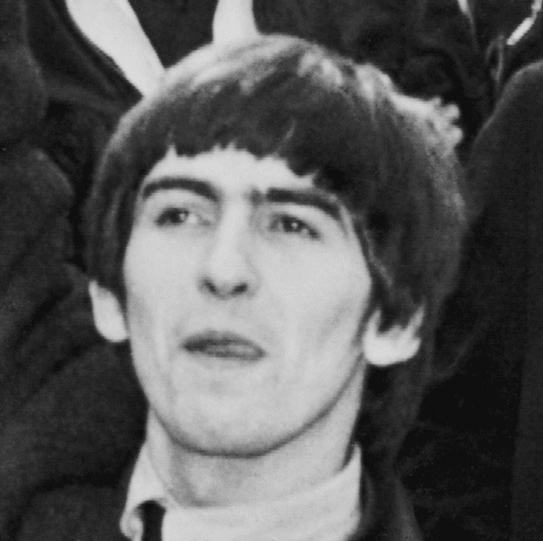
George Harrison w 1964 r.

## Kariera solowa
Jeszcze za czasów Beatlesów wydał dwie płyty solowe. Pierwsza z nich, Wonderwall Music (1968), była płytą instrumentalną, stanowiącą ścieżkę dźwiękową do filmu Wonderwall w reżyserii Joe Masotta. Na albumie znalazła się muzyka indyjska, lecz także nawiązania do country oraz psychodelicznego rocka. Kolejnym wydawnictwem była w znacznym stopniu eksperymentalna płyta Electronic Sound (1969). Po rozpadzie Beatlesów w 1970 wydał trzypłytowy, solowy album All Things Must Pass, który został entuzjastycznie przyjęty przez krytykę i publiczność oraz rozszedł się w nakładzie 3 mln egzemplarzy na świecie. Największym przebojem z tego albumu (jak i w całej solowej twórczości Harrisona) była piosenka „My Sweet Lord”, która jednak w późniejszych latach ze względu na kilka nut została uznana częściowo za plagiat utworu żeńskiego zespołu lat 60. The Chiffons – „He’s So Fine”. Komentarzem Harrisona do tej przykrej historii była sarkastyczna piosenka „This Song” z albumu Thirty Three & 1/3 (1976), w której gościnnie wystąpił Eric Idle z grupy Monty Python. Towarzyszył jej teledysk, którego akcja toczyła się na sali sądowej (sędzia prowadził rozprawę ze słuchawkami na uszach, sprawiedliwość nosiła przepaskę na oczach etc.).
Harrison był inicjatorem idei charytatywnych koncertów rockowych: 1 sierpnia 1971 zorganizował w Nowym Jorku koncert dla głodującego Bangladeszu, z którego pośrednictwem zebrał w sumie 15 mln dol. Dokumentujący to wydarzenie album (wszystkie dochody z niego zostały przeznaczone na pomoc dla mieszkańców tego kraju) otrzymał nagrodę Grammy.
Singel „Give Me Love (Give Me Peace on Earth)” jako druga solowa piosenka Harrisona dotarła do pierwszego miejsca na amerykańskiej liście Hot 100. Jednakże już kolejny album, Dark Horse (1974), choć umiarkowanie popularny w USA, przepadł na brytyjskich listach przebojów. W tym samym roku, jako pierwszy z Beatlesów, odbył tournée po USA i Kanadzie, wraz z Ravi Shankarem, które – pomimo wyprzedanych biletów – nie było jednak udane (głównie z powodu nie najlepszej formy wokalnej artysty: krytycy przemianowali zarówno album, jak i towarzyszącą mu trasę koncertową z Dark Horse na Dark Hoarse, co można przetłumaczyć jako Mroczne Chrypienie – muzyk miał wówczas kłopoty z gardłem).
Harrison, najbardziej spośród pozostałych członków zespołu The Beatles, podchodził ironicznie do kultu „Wielkiej Czwórki”, czego przykładem może być umieszczenie na swoim kolejnym albumie Extra Texture (Read All About It) (1975) piosenki nawiązującej do jednej z jego najbardziej znanej kompozycji, pochodzącej z okresu kiedy był Beatlesem – „While My Guitar Gently Weeps”. Jej sequel nosił tytuł „This Guitar (Can’t Keep From Crying)” (nową wersję tej piosenki nagrał zespół Dave’a Stewarta – Platinum Weird w 2005, wykorzystując niedokończone nagranie z samym Harrisonem jako wokalistą). Innym dowodem na kpiące podejście Harrisona do muzycznej przeszłości jest jego epizodyczna rola dziennikarza w filmie Erica Idle’a The Rutles – All You Need is Cash (1978), będącym satyrą na The Beatles.
Po śmierci Lennona Harrison nagrał przebój „All Those Years Ago” (1981), poświęcony zastrzelonemu koledze. Utwór, w którego nagraniu wzięli udział Ringo Starr oraz Paul McCartney (który po raz pierwszy od czasów rozpadu zespołu wystąpił z George’em), znalazł się na albumie Somewhere in England  oraz dotarł do drugiego miejsca na amerykańskiej liście przebojów Hot 100. Kolejny album Harrisona pt. Gone Troppo (1982) przeszedł bez echa, do czego przyczyniła się odmowa artysty przy promocji albumu. Triumfalny powrót na pierwsze miejsca list przebojów zapewnił Harrisonowi album Cloud Nine z 1987, wyprodukowany we współpracy z Jeffem Lynnem. Pochodzący z tej płyty hit „Got My Mind Set on You” dotarł do pierwszego miejsca na liście Hot 100. W następnym roku wraz z kilkoma innymi artystami uformował supergrupę Traveling Wilburys, z którą nagrał dwie płyty, cieszące się bardzo dużym powodzeniem (pierwsza zdobyła nagrodę Grammy, druga powstała w 1990).
Aktywność Harrisona w latach 90. była znikoma. W 1992 wydał album Live in Japan, będący zapisem bardzo udanej serii koncertów z grudnia 1991, podczas których towarzyszył mu wieloletni przyjaciel Eric Clapton. W kolejnych latach sporadycznie uczestniczył w sesjach nagraniowych takich wykonawców jak Ringo Starr, Bill Wyman czy Electric Light Orchestra. W 1998 do kin IMAX w USA trafił film dokumentalny Everest, w którym wykorzystano kilka piosenek Harrisona (m.in. „Here Comes the Sun”, „All Things Must Pass” czy „Give Me Love [Give Me Peace On Earth]”).
W 1997 rozpoczął pracę nad kolejną płytą, której jednak nie zdążył ukończyć przed śmiercią. Album Brainwashed ukazał się pośmiertnie w 2002. Pochodzący z tego albumu utwór „Marwa Blues” zdobył w 2004 nagrodę Grammy w kategorii Pop – Best Instrumental Performance. Ostatnią nagraną przez Harrisona piosenką była napisana razem z synem, Dhanim, kompozycja Horse to the Water, która ukazała się na płycie Joolsa Hollanda Small World Big Band w listopadzie 2001. Dając wyraz swemu czarnemu poczuciu humoru, scedował prawa autorskie do tej piosenki na rzecz nieistniejącej firmy o nazwie R.I.P. Ltd. („Niech spoczywa w pokoju Sp. z o.o.”).

## Życie prywatne
Na planie filmu Noc po ciężkim dniu w 1964 poznał aktorkę Pattie Boyd, z którą zaręczył się 25 grudnia 1965 i którą poślubił 21 stycznia 1966 w urzędzie stanu cywilnego w Esher. Małżeństwo rozpadło się w czerwcu 1974.

## Choroba i śmierć
W sierpniu 1997 zdiagnozowano u Harrisona początki raka krtani, jednak dzięki szybkiemu zastosowaniu radioterapii zahamowano rozwój choroby. W 2001 nastąpiły przerzuty raka najpierw do płuc, następnie do mózgu. Zmarł 29 listopada 2001, jego prochy zostały wrzucone do rzeki Ganges w Waranasi.

## Wyróżnienia

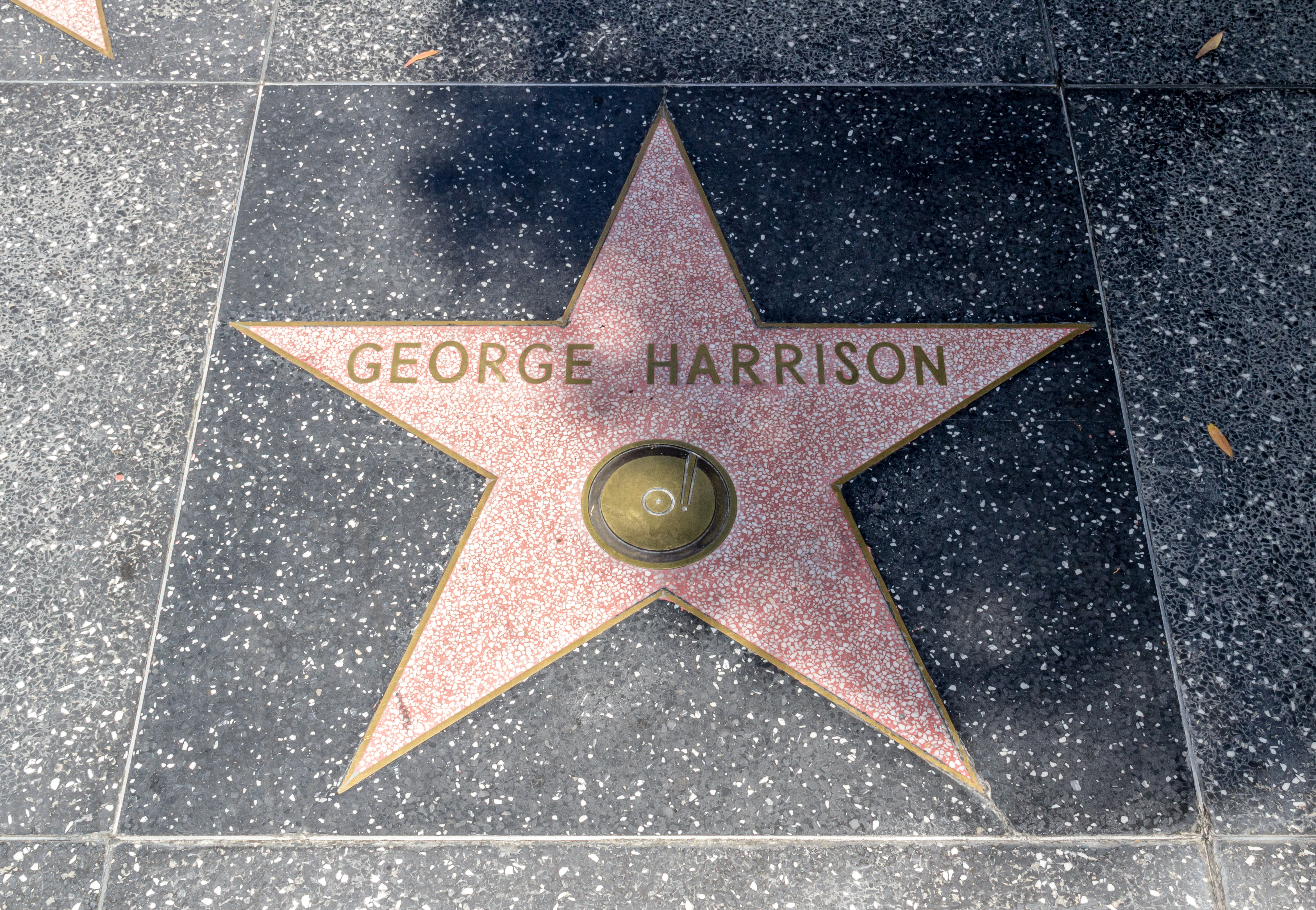
Gwiazda Harrisona w Hollywood Walk of Fame

W 1965, podobnie jak pozostali Beatlesi, Harrison został odznaczony Orderem Imperium Brytyjskiego V klasy (MBE).
Dokumentalny film Let It Be, stanowiący zapis pracy zespołu, otrzymał w 1970 Nagrodę Akademii Filmowej – Oscara (w kategorii Muzyka filmowa – adaptacja).
W grudniu 1992 – jako pierwszy – otrzymał nagrodę magazynu Billboard za całokształt twórczości (Billboard's Century Award).
W 2002 Eric Clapton zorganizował w Royal Albert Hall Concert For George, w którym wzięli udział syn Dhani Harrison, Paul McCartney, Ringo Starr, Tom Petty and the Heartbreakers, Jeff Lynne, Gary Brooker (z grupy Procol Harum), Billy Preston, Albert Lee oraz Monty Python, z gościnnym udziałem Toma Hanksa w zastępstwie Johna Cleese’a, który nie mógł przybyć.
W 2003 roku album All Things Must Pass uznany został przez czytelników magazynu Rolling Stone za jeden z Albumów Wszech czasów (#437). W tym samym roku został sklasyfikowany na 21. miejscu listy 100 najlepszych gitarzystów wszech czasów magazynu Rolling Stone.
W 2004 Harrison został wprowadzony do Rock and Roll Hall of Fame.
We wrześniu 2007 Martin Scorsese oznajmił, że przymierza się do nakręcenia filmu dokumentalnego poświęconego George’owi Harrisonowi. Film został ukończony w roku 2011.
W październiku 2009 w serwisie AbbeyRoad.pl ruszyła akcja zbierania podpisów pod petycją w sprawie nadania jednej z ulic w warszawskim parku Ujazdowskim imienia George’a Harrisona. Akcję poparli m.in. Bartek Chaciński, Piotr Metz i Piotr Baron. Trzy lata później, 26 maja 2011 roku powstała Aleja George'a Harrisona w Warszawie.